# Мавзолей Хаджи Бекташ-и Вели

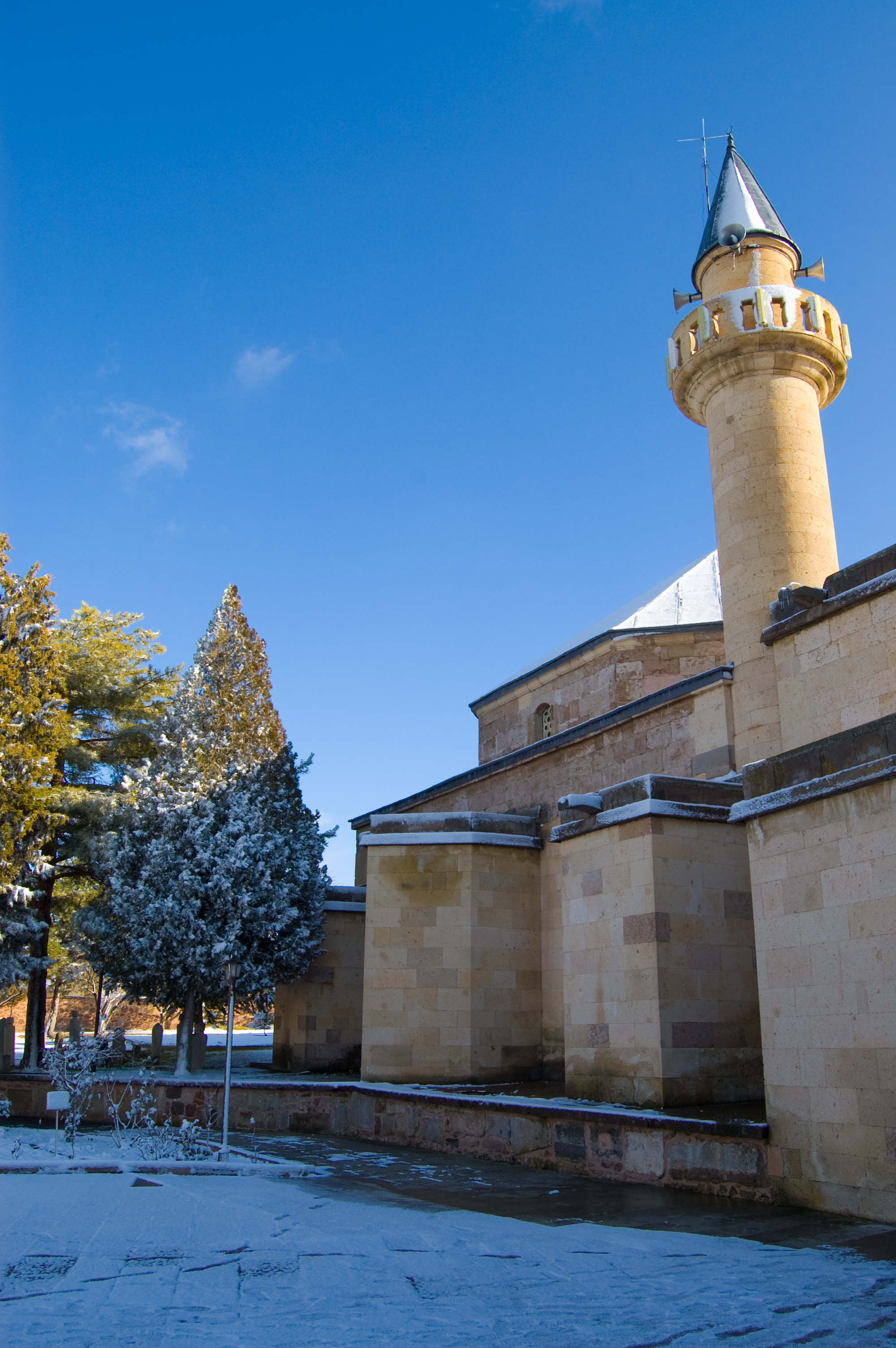
Мавзолей Хаджи Бекташа-и Вели

Мавзолей Хаджи Бекташ-и Вели (тур. Hacıbektaş Külliyesi) — памятник культуры алевитов, расположенный в турецком городе Хаджибекташ, ил Невшехир. Был возведён в XIII веке как текке (dergâh) суфийского святого Хаджи Бекташа-и Вели. После его смерти это место было преобразовано в мавзолей.
До секуляризации в Турции в 1925 году мавзолей служил «домом пира» (pir evi) Хаджи Бекташа-и Вели, выполняя роль международной столицы суфийского ордена бекташей.

## Секуляризация
В 1925 году Ататюрк в ходе своих реформ запретил в стране деятельность всех орденов дервишей, что привело к исходу бекташей в Албанию в том же году, а комплекс в Хаджибекташе прекратил использоваться для религиозных целей. В итоге, в 1930 году столица ордена бекташей была перенесена во Всемирный центр бекташей в Тиране, столице Албании. В 1964 году мавзолей Хаджи Бекташа-и Вели был объявлен музеем.

## Туризм
В настоящее время мавзолей Хаджи Бекташа-и Вели посещают сотни тысяч алевитов, бекташей и даже мусульман-суннитов. Сюда в большом количестве приезжают жители Турции, Албании и представители турецкой диаспоры из Европы и всего остального мира. Каждый август на территории комплекса проходят крупные фестивали. В 2012 году мавзолей Хаджи Бекташа-и Вели был включён в предварительный список объектов Всемирного наследия ЮНЕСКО.